# Andy Roxburgh
Pour les articles homonymes, voir Roxburgh.
Andy Roxburgh (né le 1er août 1943 à Glasgow) est un entraîneur de football écossais.
Il est l'entraîneur de l'équipe d'Écosse de 1986 à 1993. Sous sa direction, les Écossais se qualifient pour la Coupe du monde 1990 et pour le Championnat d'Europe des nations 1992. Il est également directeur technique de l'UEFA.
En novembre 2012, il est nommé directeur sportif des red Bulls de New York.

## Carrière

### Joueur
- 1961-1963 :  Queens Park
- 1963-1965 :  East Stirlingshire
- 1965-1969 :  Partick Thistle
- 1969-1972 :  Falkirk
- 1972-1975 :  Clydebank

### Entraîneur
- 1975 :  Clydebank (adjoint)
- 1975-1986 :  Écosse (U18 et U21)
- 1986-1993 :  Écosse (A)